# Высоковский, Александр Аркадьевич
Алекса́ндр Арка́дьевич Высоко́вский (23 октября 1948, Ростов-на-Дону — 22 декабря 2014, Москва) — российский урбанист, архитектор, исследователь, основатель и первый декан Высшей школы урбанистики НИУ ВШЭ (с 2016 года названа в память его имени), один из авторов Градостроительного кодекса Российской Федерации 2004 года. Он, фактически, первый начал в конце 80х — начале 90х гг. XX века развивать в России принципы правового зонирования.
В 2011 году стал первым деканом Высшей школы урбанистики, созданной Научно-исследовательским университетом Высшая школа экономики совместно с Фондом «Институт экономики города»".

## Биография
Родился 23 октября 1948 года после войны в Ростове-на-Дону, жил в центре города. Мама — Валентина Канторович, инженер городских коммуникаций, участвовала в проекте газификации Ростова, отец — Аркадий Высоковский, участвовал в обороне Сталинграда, после войны работал финансовым директором.
Окончил архитектурное отделение РИСИ (Ростовский инженерно-строительный институт) в 1971 году, после института работал над проектированием туристических баз в проектной мастерской. В 1983 году окончил аспирантуру ЦНИИП Градостроительства в Москве с кандидатской диссертацией на тему «Градостроительные резервы для размещения застройки в центрах крупнейших городов», в которой начал разрабатывать способы математического моделирования развития города. В дальнейшем этот опыт оформился в «Неравномерно-районированную модель» — один из основных теоретических вкладов Высоковского в теорию современного градостроительства, которой он занимался до самого конца.
После окончания аспирантуры перешёл во ВНИИТАГ, где создал сектор исследований городской среды, в котором работала междисциплинарная команда архитекторов, историков, социологов, экономистов. В числе соратников Высоковского был, в частности, искусствовед Григорий Каганов, с которым они вместе были редакторами нескольких сборников ВНИИТАГа, посвященных проблемам городской среды, которые Высоковский регулярно собирал.
В начале перестройки начал заниматься проблемами правового зонирования городов вместе с Татьяной Афанасьевой и Эдуардом Трутневым в рамках Фонда «Институт экономики города», сформулировал концепцию Правил землепользования и застройки и впервые разработал их для Великого Новгорода в 1996 году, до принятия первого Градостроительного кодекса РФ (1998 г.).
В 2004 году был одним из авторов (вместе с Эдуардом Трутневым) новой версии Градостроительного кодекса, согласно которому правовое зонирование становилось обязательной частью градостроительной документации.
В 2011 году основал магистерскую программу в Высшей школе экономики — Высшую школу урбанистики, совместно с Фондом «Институт экономики города» (ИЭГ), научным руководителем школы стала президент Фонда ИЭГ Надежда Борисовна Косарева.
Скончался в Москве в декабре 2014 года. Урна с прахом захоронена в колумбарии Донского кладбища.

## Неравномерно-районированная модель города
Основная научная разработка Александра Высоковского касалась идеи неравномерного развития города, в чём противостояла большинству существующих концепций и теорий, в частности, концепции ткани и каркаса города Алексея Гутнова. Согласно этой теории, городское развитие всегда смещается в сторону центра, что отражается и в структуре застройки исторически сложившихся городов, и в распределении бизнес-активностей, и в характере предоставления услуг. Используя последнее условие, Александр Аркадьевич предложил анализировать распределение объектов обслуживания поквартально, таким образом, выявляя неравномерную структуру города.
Другим важным элементом городского развития для Высоковского было восприятие города его жителями. В неравномерно-районированной модели это стало выражаться через оппозицию приватная и публичная точка отсчёта города. Под приватной точкой отсчёта Высоковский понимал то пространство, которое горожанин воспринимает как своё, частное, домашнее; территорию, которая прилегает к этому пространству, он предложил называть вернакулярным районом. Публичной точкой отсчёта городского пространства Высоковский считал центр города, как пространство, которое большинство горожан готовы назвать «центром». При этом центров у одного города может быть и несколько, что демонстрирует множественность его структуры и реальную полицентричность.

## Публикации
- Высоковский А. А., Привалов И. Т. Формирование комплексов общественных центров как средство интенсификации использования зданий и территорий / [Архитекторы А. А. Высоковский, И. Т. Привалов] // Общественные здания. — 1982. — Вып. 2.
- Высоковский А. А. Градостроительные резервы для размещения застройки в центрах крупнейших городов. Дис. на соиск. учен. степ. к. арх. — М., 1983.
- Высоковский А., Валлетта У., Афанасьев Н. Правовое зонирование: Опыт разработки «Правил землепользования и застройки» в городах России / [Высоковский А., Валлетта У., Афанасьев Н. и др.]; Под ред. Уильяма Валлетты и Александра Высоковского; Фонд «Градостроительные реформы» (Россия), Фонд развития ресурсов (США). — Москва: Русская панорама, 1999. — 199 с. — 1000 экз. — ISBN 5-93165-031-8.
- Высоковский, А. А. Правила землепользования и застройки: руководство по разработке. Опыт введ. правового зонирования в Кыргызстане / Александр Высоковский. — Бишкек: Ега-Басма, 2005. — 329 с. — ISBN 9967-22-751-6.
- Высоковский, А. А. Пространственное регулирование городского развития: стимулы и препятствия / А. А. Высоковский // Модернизация экономики и государство: в 3 кн. — 2007. — Т. 1. — С. 405—409.
- Высоковский, А. А. Взаимодействие региональных и местных органов власти в управлении пространственным развитием / А. А. Высоковский // Модернизация экономики и общественное развитие: в 3 кн. — 2007. — Т. 3. — С. 338—347.
- Высоковский А. А. Визуальные образы городской среды / А. А. Высоковский. — Москва: Локус Станди, 2008. — 235 с. — ISBN 978-5-944280-45-9.
- Высоковский, А. А. Александр Высоковский: сборник: в 3т. / А. А. Высоковский ; сост. И. Абанкина [и др.]. — Москва: Grey Matter, 2015.
  - Высоковский, А. А. Александр Высоковский: сборник / А. А. Высоковский; сост. И. Абанкина [и др.]. — Москва: Grey Matter, 2015. — Т. 1: Theory. — 435 с. — ISBN 978-5-9904174-6-5.
  - Высоковский, А. А. Александр Высоковский: сборник / А. А. Высоковский; сост. И. Абанкина [и др.]. — Москва: Grey Matter, 2015. — Т. 2: Practice. — 397 с. — ISBN 978-5-9904174-7-2.
  - Высоковский, А. А. Александр Высоковский: сборник / А. А. Высоковский; сост. И. Абанкина [и др.]. — Москва: Grey Matter, 2015. — Т. 3: Public. — 350 с. — ISBN 978-5-9904174-8-9.